# 蒙希根 (緬因州)
蒙希根（英語：Monhegan）是位於美國緬因州林肯縣的一個種植園。

## 人口
根據2020年美國人口普查的數據，蒙希根的面積為11.70平方千米，當中陸地面積為2.20平方千米，而水域面積為9.50平方千米。當地共有人口64人，而人口密度為每平方千米5人。